# Vale de Ingala
O Vale de Ingala (em russo:  Ингальская долина) é um sítio arqueológico na área entre os rios Tobol e Iset. É um maior do sul do Oblast de Tiumen, pertence à província cultural e histórica do Iset. Tem 177 curgãs, 55 sítios arqueológicos de importância federal e 5 monumentos naturais regionais.
Os sítios arqueológicos do vale são datados do Mesolítico (séculos VIII-VII a.C.) até à Idade Média (século XV) e inclui marcas da cultura de Andronovo e dos povos úgricos. Alguns dos artefactos estão guardados no Museu Nacional do Hermitage, outra parte pertenceu à bem conhecida perdida colecção privada de Nicolaes Witsen.

## Descrição
O Vale de Ingala está a 75 km a sul de Tiumen, na bouca do Rio Iset. O vale ganhou nome em 1994 pelos topónimos locais mais comuns da região traduzidos desde a língua sibir como scirpus.

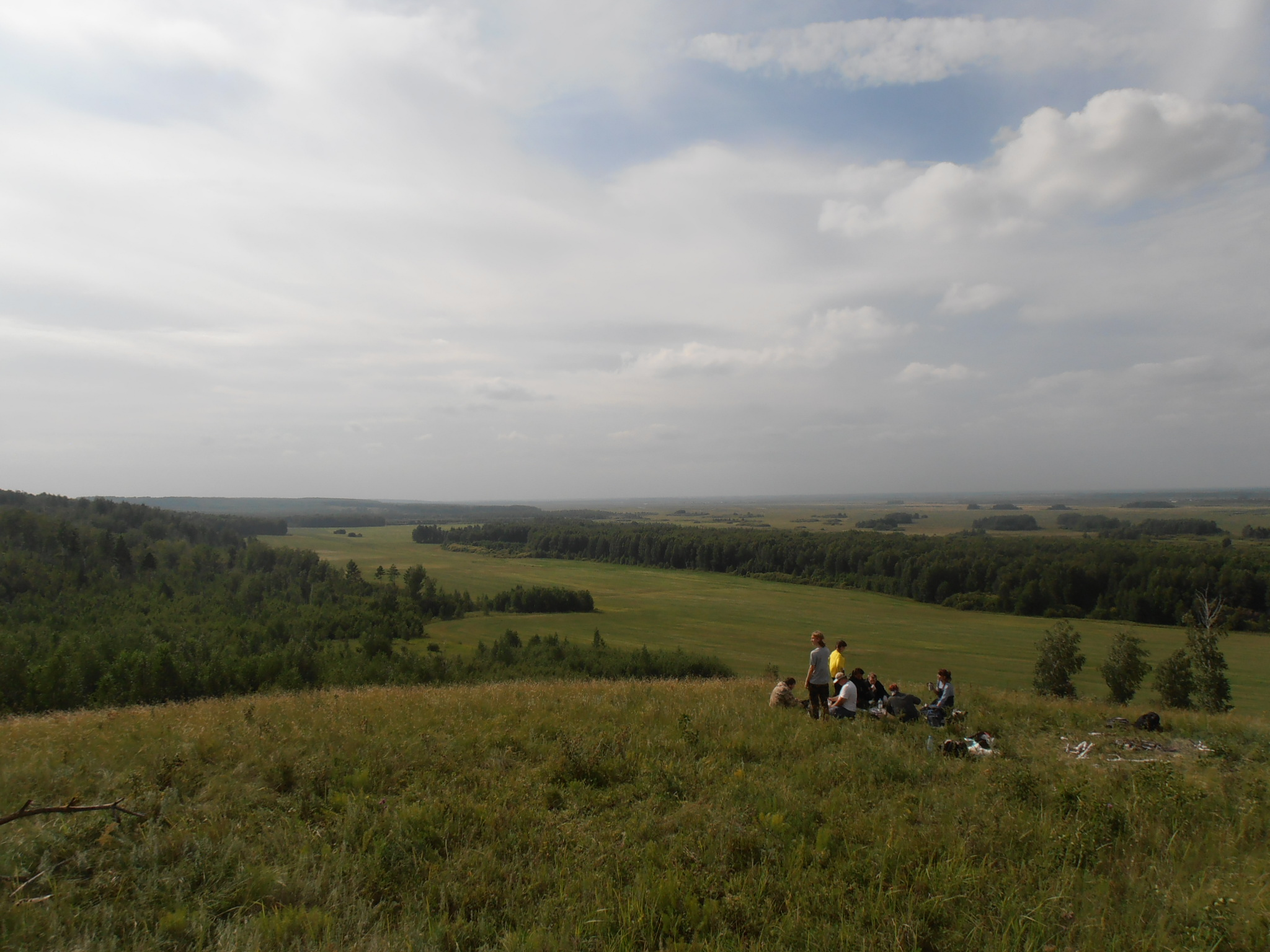
Vista duma elevação perto do rio Iset.

O vale cobre uma área de cerca de 1.500 km². Foi formado como resultado da união dos vales dos rios Tobol e Iset. Tem uma forma dum trapézio. A longitude na direcção norte-sul é de cerca de 55 km, no eixo oeste-leste de 20 a 45 km. Em termos de relevo limita a norte por um terraço alto do rio Iset, e desde o leste por um terraço do rio Tobol. Na parte central do vale passam dous rios, que são tributários do rio Iset.
Há duas maneiras de chegar ao vale. O caminho meridional é desde Tiumen pela autoestrada M51 para Kurgan. Além da aldeia de Isetskoe é preciso atravessar o rio Iset e girar à direita à frente da aldeia de Soloboevo, aí por Malyshy e Botniki ir até Krasnogorskoe, onde começa o vale. Daí podes ir pela estrada Korasnogorskoe–Uporovo; este caminho vai arredor do vale pelo sudoeste. Depois de Uporovo cruza-se o rio Tobol e chega-se o rio Tobol e chega-se a Zavodoukovsk indo a norte Lesnoy–Michurinskiy; e chega-se de novo a Tiumen pela autoestrada P402.
O caminho setentrional é traçado desde Tiumen até Zavodoukovsk pela autoestrada P402. Antes de Zavodoukovsk deve girar-se à direita, atravessar o rio Uk e continuar à direita por Sungurovo. Depois de Sungurovo atravessa-se o rio Tobol e chega-se a Novolybaevo, onde começa imediatamente o Vale de Inagala.